# 타이젠 연합
타이젠 연합(Tizen Association, 이전 명칭: 리모 재단, LiMo Foundation)은 휴대전화에 리눅스 운영 체제 및 플랫폼을 제공하기 위해 만들어진 업계 협의체이다. 2007년 초, 모토로라, 니폰 전기(NEC), NTT 도코모, 파나소닉 모바일 커뮤니케이션즈, 보다폰, 삼성전자 등이 연맹하여 설립하였다.
SDK의 개발 프로그래밍 언어로서, C, C++를 사용한다. 2008년 LiMo R1 휴대전화 개발을 일정으로 잡고 있다.

## 멤버
설립 멤버는 모토로라, 니폰 전기(NEC), NTT 도코모, 파나소닉 모바일 커뮤니케이션즈, 보다폰, 삼성전자 6개 업체이다. 그 외 핵심 멤버로서 LG전자, SK 텔레콤, Aplix, 맥아이피, 윈드 리버, Celunite, 보조 멤버(associative member)로서 ETRI, KTF, ARM, 브로드컴, 에릭슨, 소프트방크, 몬타비스타, NXP반도체, ACRODEA, INNOPATH 등을 두고 있다.

## 같이 보기
- 리모 (LiMo)
- 리눅스 폰 스탠더즈 포럼
- 모바일 리눅스 이니셔티브

## 참고 문헌
- https://web.archive.org/web/20070928041343/http://www.nttdocomo.com/pr/2006/001273.html
- https://web.archive.org/web/20160304223407/http://www.limofoundation.org/images/stories/pdf/LiMo%20Foundation%20Intro_Overview%20Dec07.pdf